# Matthias Casse
Matthias Casse (Mortsel, 19 de febrero de 1997) es un deportista belga que compite en judo.
Participó en dos Juegos Olímpicos de Verano, obteniendo una medalla de bronce en Tokio 2020, en la categoría de –81 kg, y el quinto lugar en París 2024, en la misma categoría. En los Juegos Europeos de Minsk 2019 obtuvo una medalla de oro en la categoría de –81 kg.
Ganó cuatro medallas en el Campeonato Mundial de Judo entre los años 2019 y 2023, y cinco medallas en el Campeonato Europeo de Judo entre los años 2019 y 2025. 

## Palmarés internacional
| Juegos Olímpicos   | Juegos Olímpicos        | Juegos Olímpicos  | Juegos Olímpicos |
| Año                | Lugar                   | Medalla           | Categoría        |
| ------------------ | ----------------------- | ----------------- | ---------------- |
| 2020               | Tokio (Japón)           | Medalla de bronce | –81 kg           |
| Campeonato Mundial |                         |                   |                  |
| Año                | Lugar                   | Medalla           | Categoría        |
| 2019               | Tokio (Japón)           | Medalla de plata  | –81 kg           |
| 2021               | Budapest (Hungría)      | Medalla de oro    | –81 kg           |
| 2022               | Taskent (Uzbekistán)    | Medalla de plata  | –81 kg           |
| 2023               | Doha (Catar)            | Medalla de plata  | –81 kg           |
| Juegos Europeos    |                         |                   |                  |
| Año                | Lugar                   | Medalla           | Categoría        |
| 2019               | Minsk (Bielorrusia)     | Medalla de oro    | –81 kg           |
| Campeonato Europeo |                         |                   |                  |
| Año                | Lugar                   | Medalla           | Categoría        |
| 2019               | Minsk (Bielorrusia)     | Medalla de oro    | –81 kg           |
| 2020               | Praga (República Checa) | Medalla de bronce | –81 kg           |
| 2021               | Lisboa (Portugal)       | Medalla de plata  | –81 kg           |
| 2022               | Sofía (Bulgaria)        | Medalla de plata  | –81 kg           |
| 2025               | Podgorica (Montenegro)  | Medalla de bronce | –81 kg           |